# 艾伯特·格特森
艾伯特·格特森（英語：Albert Gutterson，1887年8月23日—1965年4月7日），美国男子田径运动员，主攻跳远。他曾代表美国参加1912年夏季奥林匹克运动会田径比赛，获得男子跳远金牌。